# Л’Эскаль
Л’Эска́ль (фр. L'Escale, окс. L'Escala) — коммуна во Франции, находится в регионе Прованс — Альпы — Лазурный Берег. Департамент коммуны — Альпы Верхнего Прованса. Входит в состав кантона Волон. Округ коммуны — Форкалькье.
Код INSEE коммуны — 04079.

## Население
Население коммуны на 2008 год составляло 1255 человек.
| 1962 | 1968 | 1975 | 1982 | 1990 | 1999 | 2008 |
| ---- | ---- | ---- | ---- | ---- | ---- | ---- |
| 722  | 570  | 722  | 948  | 1100 | 1166 | 1255 |

## Климат
Климат средиземноморский. Лето жаркое и сухое, зима прохладная, бывают частые заморозки.
| Показатель                        | Янв. | Фев. | Март | Апр. | Май  | Июнь | Июль | Авг. | Сен. | Окт. | Нояб. | Дек. | Год  |
| --------------------------------- | ---- | ---- | ---- | ---- | ---- | ---- | ---- | ---- | ---- | ---- | ----- | ---- | ---- |
| Средний суточный максимум, °C     | 8,6  | 10,9 | 15,4 | 16,9 | 21,4 | 25,8 | 29,3 | 28,9 | 24,0 | 18,5 | 12,7  | 9,3  | 18,5 |
| Средняя температура, °C           | 4,3  | 6,2  | 8,2  | 11,1 | 15,1 | 19,3 | 22,4 | 22,0 | 18,0 | 13,4 | 8,2   | 5,2  | 12,8 |
| Средний суточный минимум, °C      | −0,0 | 0,5  | 3,0  | 5,4  | 8,9  | 12,8 | 15,4 | 15,2 | 12,0 | 8,2  | 3,8   | 1,1  | 7,2  |
| Норма осадков, мм                 | 26,9 | 24,3 | 23,8 | 44   | 40   | 27,9 | 20,9 | 32,7 | 45,9 | 53,5 | 52,4  | 31,7 | 424  |
| Источник: Relevé météo de Volonne |      |      |      |      |      |      |      |      |      |      |       |      |      |

## Экономика
В 2007 году среди 808 человек в трудоспособном возрасте (15—64 лет) 551 были экономически активными, 257 — неактивными (показатель активности — 68,2 %, в 1999 году было 71,1 %). Из 551 активных работали 497 человек (254 мужчины и 243 женщины), безработных было 54 (19 мужчин и 35 женщин). Среди 257 неактивных 56 человек были учениками или студентами, 111 — пенсионерами, 90 были неактивными по другим причинам.

## Достопримечательности
- Мост-дамба
- Церковь Нотр-Дам-де-Мандануа, реконструирована в 1610 году и реставрирована в XIX веке
- Часовня Ла-Вьерж (1870 год)